# Индиан-Лейк (тауншип, Миннесота)
Индиан-Лейк (англ. Indian Lake) — тауншип в округе Ноблс, Миннесота, США. На 2014 год его население составило 234 человека.

## География
По данным Бюро переписи населения США площадь тауншипа составляет 90,5 км², из которых 87,1 км² занимает суша, а 3,4 км² — вода (3,75 %).

## Демография
По данным переписи населения 2000 года здесь проживали 259 человек, имелось 94 домохозяйства и 78 семей.  Плотность населения —  3,0 чел./км².  На территории тауншипа расположено 96 построек со средней плотностью 1,1 построек на один квадратный километр. Расовый состав населения: 99,61 % белых, 0,39 % — других рас США. Испанцы или латиноамериканцы любой расы составляли 1,16 % от популяции тауншипа. По данным на 2014 год расовый состав населения — 100 % белых.
Из 94 домохозяйств в 41,5 % воспитывались дети до 18 лет, в 76,6 % проживали супружеские пары, в 2,1 % проживали незамужние женщины и в 16,0 % домохозяйств проживали несемейные люди. 14,9 % домохозяйств состояли из одного человека, при этом 8,5 % из них — одиноких пожилых людей старше 65 лет. Средний размер домохозяйства — 2,76, а семьи — 3,04 человека.
29,3 % населения младше 18 лет, 5,8 % в возрасте от 18 до 24 лет, 23,9 % от 25 до 44, 28,2 % от 45 до 64 и 12,7 % старше 65 лет. Средний возраст — 41 год. На каждые 100 женщин приходилось 110,6 мужчин. На каждые 100 женщин старше 18 лет приходилось 101,1 мужчин.
Средний годовой доход домохозяйства составлял 48 542 доллара, а средний годовой доход семьи —  55 469 долларов. Средний доход мужчин —  29 107  долларов, в то время как у женщин — 18 594. Доход на душу населения составил 17 542 доллара. За чертой бедности находились 2,1 % семей и 3,1 % всего населения тауншипа, из которых 5,6 % младше 18 лет. По итогам 2013 года за чертой бедности находилось 4,1 % всего населения тауншипа.